# Orthophytum boudetianum
Orthophytum boudetianum är en gräsväxtart som beskrevs av Elton Martinez Carvalho Leme och L.Kollmann. Orthophytum boudetianum ingår i släktet Orthophytum och familjen Bromeliaceae. Inga underarter finns listade i Catalogue of Life.